# 若澤·阿方索·桑喬
若澤·阿方索·桑喬（葡萄牙語：José Afonso Sancho，葡萄牙語發音：[ʒuˈzɛ aw.ˈfõ.su ˈsant͡ʃo]； 1922年4月27日—2005年6月7日） ，巴西農業家、銀行家、政治家，塞阿拉州馬薩佩人，於1988～1990年間任參議員 。